# Сузак (Кыргызстан)
Сузак (кирг. Сузак) — село в Сузакском районе Джалал-Абадской области Кыргызстана. Административный центр Сузакского района и Сузакского аильного (сельского) округа.

## География
В 7 км к северо-востоку от села находится село Димитровка.

## История
Сузак был вовлечён в вооружённое сопротивление Худояр-хану в 1874 году во время Кокандского восстания. Несмотря на жестокое подавление восстания кокандскими войсками, повстанцам удалось захватить Сузак, Уч-Курган, Узген, Касан и Булакбаши.
Кишлак Сузак также был отмечен на карте американского дипломата Юджина Скайлера «Карта Бухарского, Хивинского и Кокандского ханств» 1875 года, напечатанной в его двухтомном труде «Туркестан: записки о путешествии в Русский Туркестан, Коканд, Бухару и Кульджу», изданном в 1876 году в США и Великобритании.